# Ragnhild Alexandersson

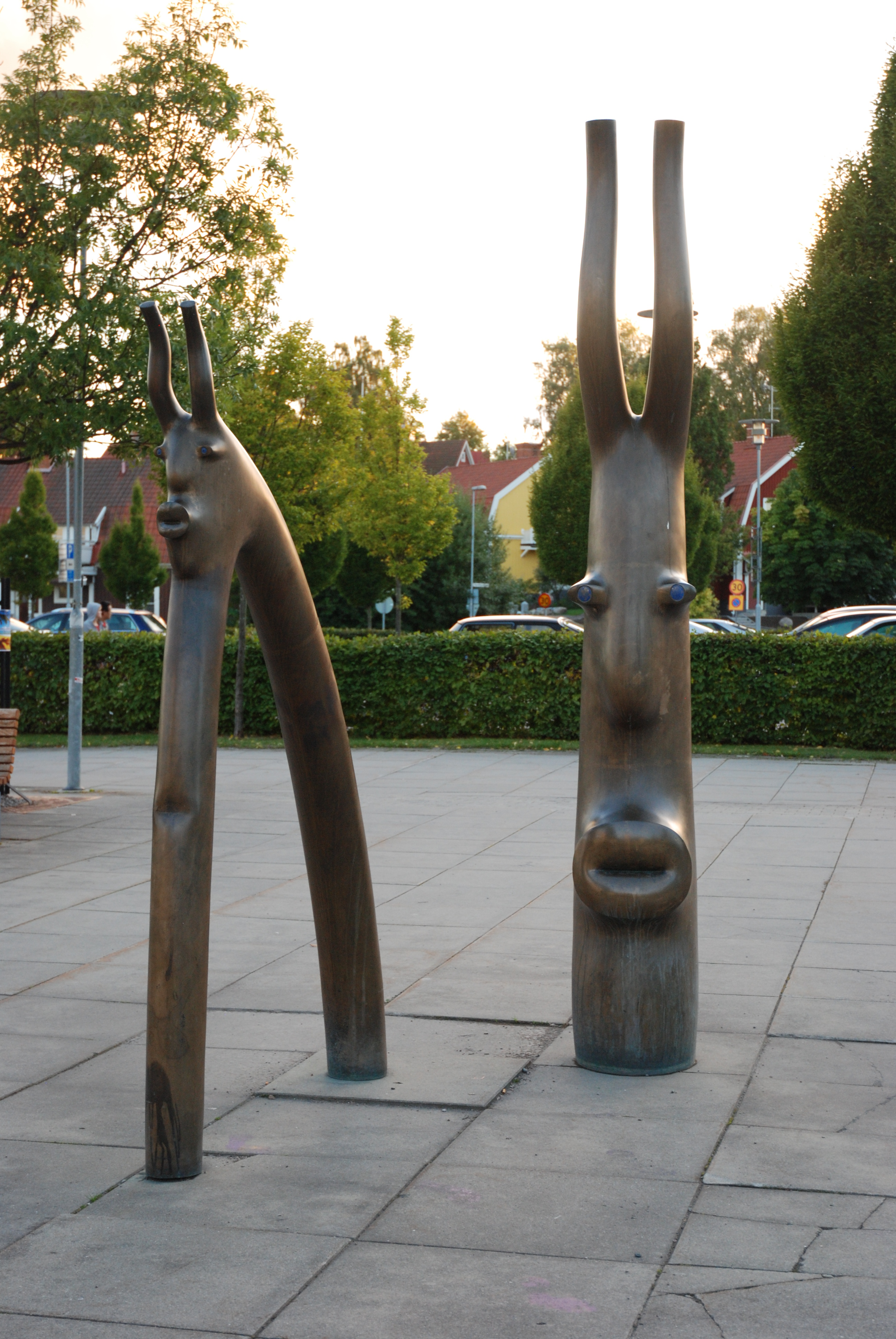
Den sökande människan, torget framför Mälardalens högskola i Västerås.

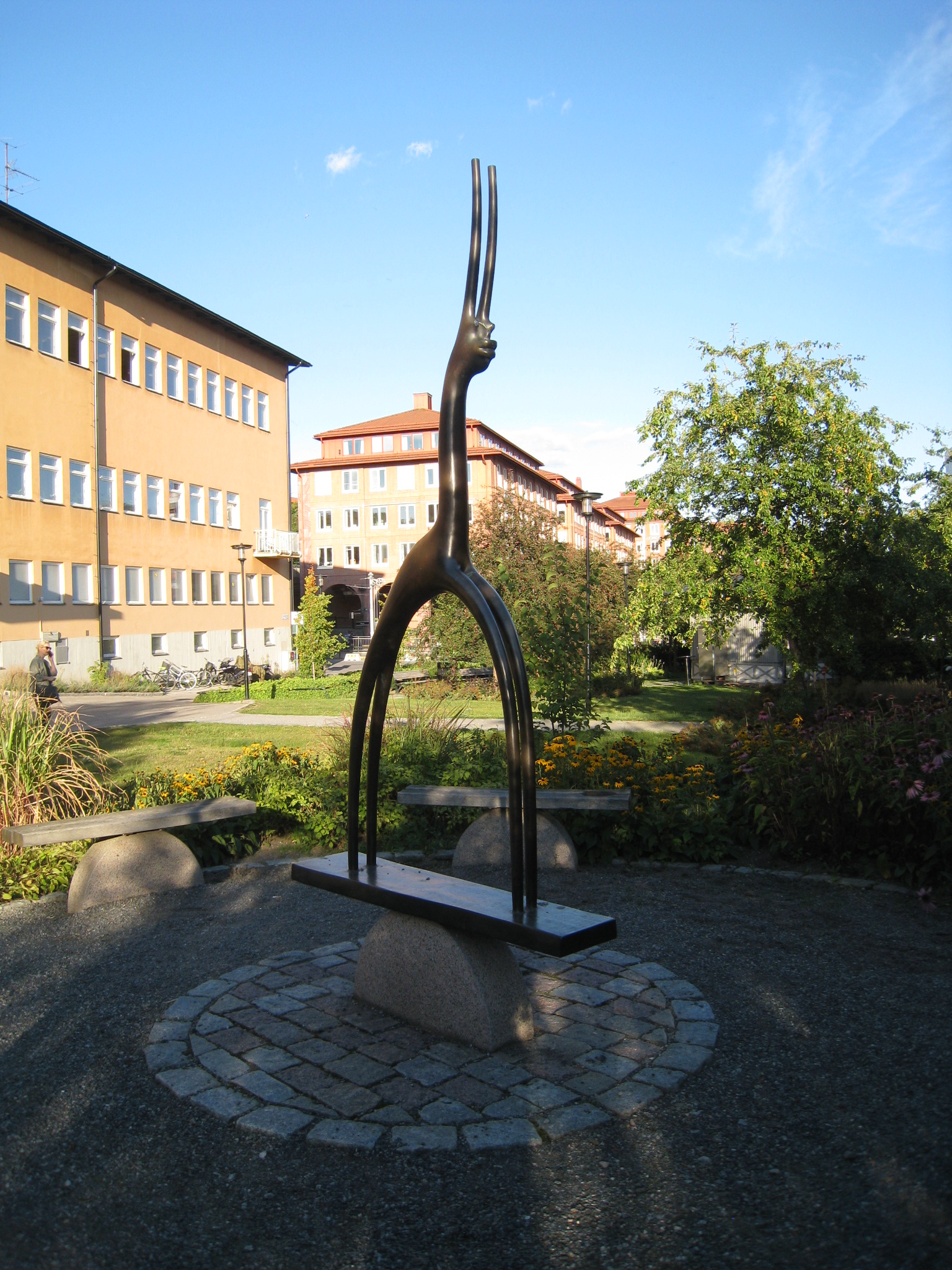
Ekvilibrium, framför Alviks medborgarhus i Alvik i Bromma, föreställande en graciös hind, 2003.

Ragnhild Maria Alexandersson, född 15 september 1947 i Stockholm, är en svensk skulptör.
Ragnhild Alexandersson är dotter till professor Gunnar Alexandersson och Ingrid Schiöler. Hon utbildade sig under åren 1972-1978 vid Konstfackskolan i Stockholm och därefter under åren 1978-1983 vid Konsthögskolan i Stockholm. Hon är bland annat representerad vid Moderna museet i Stockholm och Röhsska museet i Göteborg.

Innan hennes konstnärskap studerade hon geologi. Intresset för geologi och arternas ursprung är alltid närvarande i Ragnhild Alexandersson som konstnär. Hon har även fått sin inspiration från resor till Mali i Västafrika och till Egypten. "Konsten är kroppens andliga uttryck, eller andens kroppsliga gestalt", enligt Ragnhild Alexandersson.

## Utställningar
Ragnhild Alexandersson har under årens lopp från 1982 till 2015 haft bortåt ett fyrtiotal utställningar på bland annat olika gallerier och konstmuseer.

## Representerad
- Moderna museet[4] , Stockholm
- Röhsska museet[5], Göteborg
- Statens konstråd, Hälsingegatan 45, Stockholm
- Västerås konstmuseum, Västerås
- Landsting, kommuner och privata samlingar[1]

## Offentliga uppdrag
- 1987 Karolinska sjukhuset, Stockholm
- 1988 Karolinska sjukhuset, Stockholm
- 1989 Bergaparken, Åkersberga
- 1990 Eklidens skola, Nacka
- 1993 Enbacksskolan, Tensta
- 1993 SL, T-banestation Gubbängen
- 1994 Akademiska sjukhuset, Uppsala
- 1995 Mälardalens Högskola, Västerås
- 1996 Växelmyntsgatan, Göteborg
- 2000 Hagaporten, HSB, Stockholm
- 2002 Akademiska sjukhuset, Uppsala
- 2003 Kyrkbytorget, Göteborg
- 1994-2004 Stockholms läns landstings Guldsprutepris
- 2005 Oxtorgsgränd, Wasakronan, Stockholm
- 2007 Hammarby Sjöstad, Stockholm
- 2012 Strandparken, Älta
- 2013 Poseidons gränd, Haninge C
- 2014 Bronsskulptur vid puckelbollplan, Skärholmen
- 2015 Telegrafhuset, Göteborg[1]

## Offentliga verk i urval
- Den sökande människan (1995), brons, torget framför Mälardalens högskola i Västerås
- Väktare (1994), skulptur i brons samt mönsterläggning i plattformen, Gubbängens tunnelbanestation i Stockholm, två bronsskulpturer. En väktare står vid vardera ingången.
- Älg (1996), brons, Växelmyntsgatan i Göteborg
- Långa benet före (2003), brons, Kyrkbytorget i Göteborg
- Ekvilibrium (2003), brons och granit, Alvikstorget i Stockholm

## Bilder

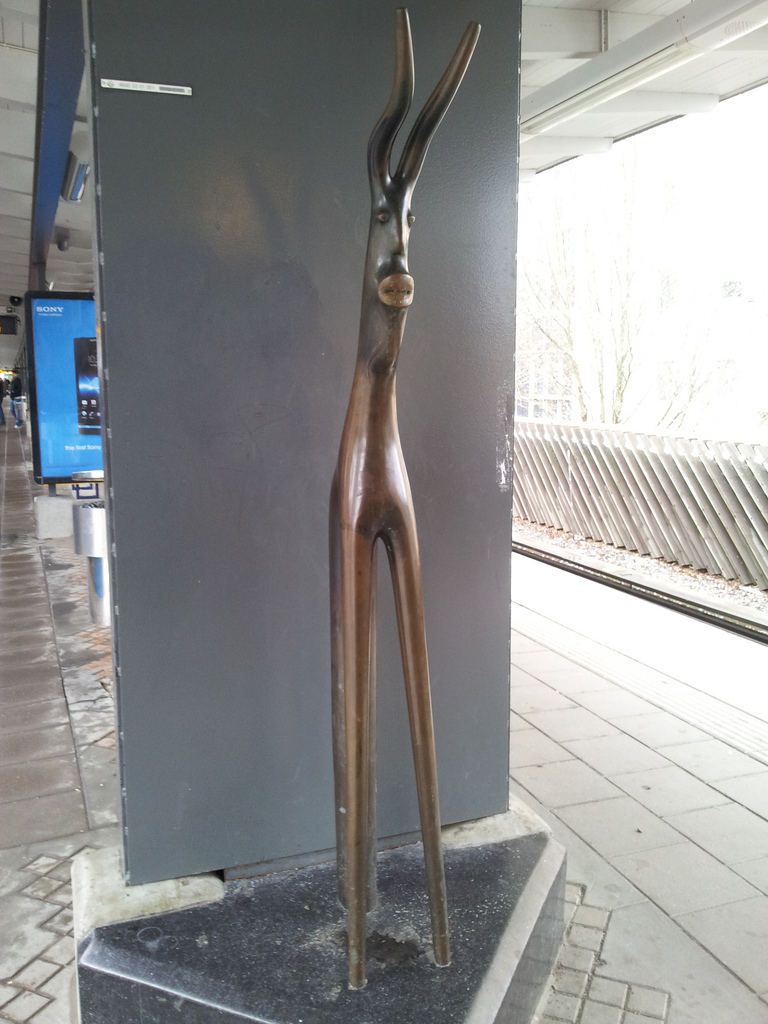
Väktare (1994), Gubbängens tunnelbanestation i Stockholm
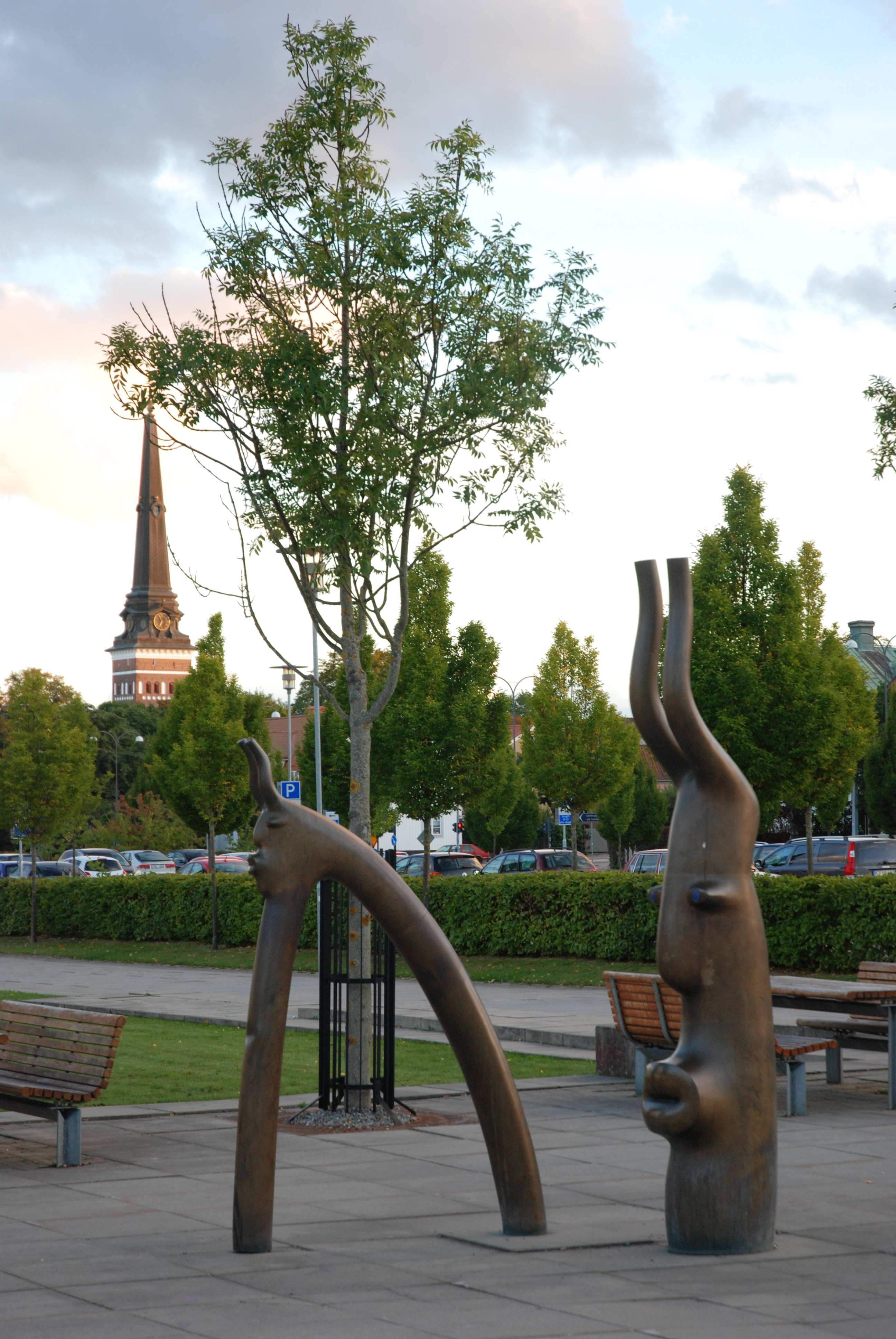
Den sökande människan (1995), torget framför Mälardalens högskola i Västerås